# 石原まこちん
石原 まこちん（いしはら まこちん、1976年4月25日 - ）は、日本の漫画家。東京都出身。

## 来歴
東京都立園芸高等学校卒業後、就職した会社を3日で辞め、その後漫画家になるまでほぼフリーター・ニート生活だったという自身の体験を作品にも反映させている。若者や中年、カップルなどに漂う独特の緩い空気感を軽妙な間と台詞回しで描き出す作風が特色。特に代表作『THE3名様』は、友人たちとファミリーレストランに集っていた実体験を基にしているとのこと。1995年（平成7年）、『SENTOUS』（銭湯ズ）が『週刊ヤングマガジン』に掲載され、漫画家デビュー。自伝的内容の漫画『GENGO』の作中によると、連載前は古谷実や佐藤秀峰のアシスタントを数日間経験している。また『THE3名様』連載開始前は、『ビッグコミックスピリッツ』の誌上企画でスティリップスというつんくプロデュースの漫画家ユニットに所属していた。2000年（平成12年）から2007年（平成19年）にかけて『ビッグコミックスピリッツ』に連載された『THE3名様』は、2005年（平成17年）に実写映像化され累計販売本数33万本を突破、品川ステラボールにてイベントも開催された。福田雄一の初監督作品である。
アメコミ『BEAVIS AND BUTT-HEAD』『ザ・シンプソンズ』や映画『グーニーズ』のグッズ、PEZなどのコレクター。また、テレビゲーム（レトロゲーム）好きでもあり、ゲーム雑誌や携帯コンテンツなどにも作品を発表している。
レゲエミュージックのレコードコレクター。世界で3枚しか現存していないレコードを所有している。
雑誌『ムー』の愛読者であり、ムー愛読者の愛称である「ムー民」として『月刊ムー』関連のイベントでの登壇やテレビ出演をしている。

## 作風
『フルハウス』や『愉快なシーバー家』などの海外のシットコムやアニメ『BEAVIS AND BUTT-HEAD』、『ザ・シンプソンズ』から強い影響を受けている。自伝的漫画『GENGO』については自身が「日本版の『素晴らしき日々』(The Wonder Years)を作りたかった」と答えている。

### THE3名様
『THE3名様』連載開始時、『ビッグコミックスピリッツ』編集長だった長崎尚志から「俺には面白さがわからないけど、読者から『やめろ』というハガキが異常に来ている。だから続けてみよう。」と言われ、3回の予定だった掲載が7年間という長期連載になった。このエピソードからも、石原の作品が、今では当たり前になった「日常会話を切り取った漫画やアニメ、映像作品」の先駆けだったことがうかがえる。KADOKAWAが発行する月刊誌『ダ・ヴィンチ』には全く新しい流れの漫画として特集記事が掲載された。
東京法令出版発行の教科書、「現代社会」資料集「青年の危機 アイデンティティの拡散」というカテゴリーに椎名林檎と共に『THE3名様』が掲載されている。
また『THE3名様』の作中には、著名人がしばしば登場している。代表的な著名人はaiko、武論尊、HKT48、ダース・ベイダー、イチロー、手塚治虫の『ブッダ』に登場するスジャータ他。

## 作品リスト

### 漫画（連載中）
- CIAの日常（ヤングチャンピオン、別冊ヤングチャンピオン） - 単行本では『陰謀論THE3名様Q 〜CIAの日常〜』に改題[10]
- 優しいヤンキーカルタ（ヤングチャンピオン別冊）
- ヤンキーめし（ヤングチャンピオン、不定期）

### 過去連載作（単行本化された作品 / 1年以上連載された作品）
- キン肉マンスペシャルスピンオフ THE超人様（週プレNEWS）全5巻
- THE3名様（ビッグコミックスピリッツ連載）全10巻
- THE3名様 新装開店編（電撃コミックジャパン連載）全2巻
- キミ！さいよー（ビッグコミックスピリッツ連載）全1巻
- ちゃんねる3名様（本当にあったゆかいな話芸能ズキュン!連載）
- アベックシャバダァ（講談社、東京ウォーカー連載）全1巻
- カワラバーン（漫画アクション連載）全1巻
- 天狗元帥G（漫画アクション連載）
- 一服いきますか!! three lazy old men（実業之日本社連載）全1巻
- ゆらげ! コンブちゃん（週刊ファミ通連載）
- 何もなくていそがしい（COMICジャンク連載）
- トリッパ（週刊コミックバンチ連載）全1巻
- GENGO（週刊SPA!連載） - 作者の半自伝的作品 全9巻
- Sweet&Dandy（日之出出版、FINEBOYS連載）
- W.C.だぶりゅ〜・し〜（コミック・ガンボ連載）
- 一杯いきますか!!（週刊漫画サンデー連載）全1巻
- もう一杯いきますか!!（ソニーデジタルネットワークアプリケーションズ）全1巻
- ととのいますか!!（no. 9）全1巻
- JAH3名様（WOOFIN' / レゲエZION連載）全1巻
- THE魔王さま（少年ジャンプ+連載）全1巻
- LA3名様（講談社、be Love連載）
- ちゃぶ（竹書房、まんがライフ）
- THE3名様 追加注文編（BBMF）全1巻
- 夕焼けネコ3（ホーム社、ネコQ連載）
- ヤンキー! ブンブカブーン（週刊ヤングジャンプ連載）
- 三崎四高鉄道模型クラブ（オースーパージャンプ連載）
- 石原まこちんゲーム体験記（ハンゲーム連載）
- 悠久だらり（白夜書房）連載
- 陰謀論大全 大衆EX（双葉社）連載
- ため息記念館調査隊が行く!（双葉社）連載
- はぐれゲーム攻略派 ファミコンに魂を売った男たち（双葉社）連載
- CIA3名様（都市伝説まがじん 日刊マー）
- ミュージックマガジン imported records 扉絵漫画
- ニート川柳（小説すばる連載）
- ニッポン放送 携帯サイト 4コマ漫画連載
- ぷかぷかシコウ星人（FILT連載）
- にぎっとレゲエ寿司（別冊ヤングチャンピオン連載）全1巻
- 川柳フレンズ（ビッグコミック） - 単行本は電子書籍限定刊行[10]
- マチビト（ビッグコミックオリジナル）全1巻
- THE 3名様 ～壊れかけのド深夜編～（マンガ on Web）
- THE3名様Ω（LINEマンガ）- 既刊5巻（電子書籍のみ）

### その他の漫画（短期集中連載・短編・読み切り作）
- SENTOUS（週刊ヤングマガジン）
- 続.SENTOUS（週刊ヤングマガジン）
- MANGA-KUNG-FU（週刊ヤングマガジン）
- MASTER-MEN（週刊ヤングマガジン）
- インドメン（週刊ヤングマガジン）
- インドメン2(（週刊ヤングマガジン）
- ドミノ（週刊ヤングマガジン）
- ファミレス以外! -石原まこちん短編集
- 親子KUNG-FU（ヤングサンデー）
- SK8Song（ヤングサンデー）
- ホワイトフラッグ（ヤングサンデー）
- DIVE!（ヤングサンデー）
- コクソン・ドッド追悼漫画（ミュージック・マガジン）
- ラモーンズ特集号ラモーンズ漫画（ミュージック・マガジン）
- コロコロ時代（コロコロアニキ）
- キャメルクラッチ（ビッグコミックスピリッツ）
- やっぱり猫がいい（ヤングチャンピオン）
- 粋生（ヤングジャンプ）
- ブラックジャックによろしくを切り刻んじゃいました（廣済堂）
- ムーCIA3名様 月刊ムーNEWS2013（学研プラス）
- 格差ウォーズin田園調布（ダ・ヴィンチ）
- はりこみパラダイス（ビッグコミックオリジナル）
- 都市伝説プレミアム 関暁夫とのコラボ漫画 （竹書房）
- てれ通（テレビ東京）
- デニーズ×THE3名様（リラックス）
- オシメンガムスメ（ビッグコミック増刊[11]）
- じゅういっちゃんの4コマ漫画（BS11ファン[12]）
- 駐妻3名様（バンコクのフリーマガジン Arche+）
- THE3名様 店外編（Stream Trail・STAMPS）
- 座3名様（リイド社 web）
- ムーさんぽ（月刊ムーweb）
- THE銀鉄999（ピッコマ[13]）
- オカルとおさん（ムー）

### 他作品とのコラボ
- 3名様が狩る（『モンスターハンター』とのコラボ）
- 北斗の拳×THE3名様（週刊コミックバンチ）
- アカギ×THE3名様（竹書房）
- ぼのぼの×THE3名様（竹書房）

### 映画作品とのコラボ
- スターウォーズ×THE3名様（ビッグコミックスピリッツ）
- パラサイト 半地下の家族×THE3名様（週刊プレイボーイ）
- What We Do in the Shadows×THE3名様

### アプリでの漫画連載
- 芸のためならアンタも泣かす（SayU）
- 予告合金カムタンズ（SayU）
- ベンチウォーマー（Vコミ）

### 小説
- ソウルトレイン（2006年5月27日、講談社） - 2007年に映画化

### 脚本
- 劇団スパイスガーデン「刺激的庭」（2014年8月5日 - 10日）[15]

### 絵本・エッセイ
- ニートとね 自分で言うのは 違うのさ 石原まこちん自作ニート川柳傑作選（太田出版）
- ぼくのニート道-ニート取扱説明書（新潮社）
- 妻しか女性を知りません（KADOKAWA）
- 僕の子育てははたしてこれであっていたのだろうか / 雑誌連載時のタイトルは『しっかり！オジャマパパ』（ぶんか社）
- りさちゃんなんでもなーい（ナナロク社）
- 好きだった（メディアファクトリー）
- 撲殺！青春レコード（エフエム東京）

### ムック
- THE3名様DVD公式ガイドブック（小学館）

### イラスト担当書籍
- 元ひきこもりニートがリアルに教える! 脱ニート完全マニュアル（メタモル出版）
- ムー公式 実践 超日常英会話（学研プラス）
- 台湾版ムー公式 実践 超日常英会話/超日常英語會話（東販出版）
- ムー公式 実践・超不思議生物捕獲マニュアル（学研プラス）

### 参加オムニバス書籍
- コミック焦燥（太田出版）
- カップル乱れ打ち（講談社）
- エロ悲しい（新風社）
- 勇者のくせになまいきだ。アンソロジーコミック（エンターブレイン）
- コミックいわて（∞・Q）（銀杏社）
- 学研まんが からだの秘密（学研プラス）

### アートワーク
- 笑連隊人間合格 - アルバムジャケット
- 笑連隊ウキウキ反抗期 - アルバムジャケット
- 笑連隊ベスト10&ダスト10 - アルバムジャケット
- 笑連隊ラフ☆レボリューション - アルバムジャケット
- 笑連隊4×4 チンチンピンチ - EPジャケット
- spinna B-ILL×Home Grown ミテルヨ - アルバムジャケット
- Pヴァイン×ヴィレッジヴァンガード「VV Middle?」- ジャケット
- サムライメタルvol.1 - アルバムジャケット
- 脱ニート完全マニュアル - カバーイラスト
- 銀河宇宙人大百科 20世紀BOX編 - カバーイラスト
- カーチャン… あおば出版 - カバーイラスト
- 他人を見下す若者たち（講談社現代新書）- 帯イラスト
- ホフディラン ツアーTシャツ - イラスト
- マゼるな危険!! CD&DVD - イラスト提供
- キン肉マン酒場 - メニューイラスト
- 劇団スパイスガーデン/刺激的庭 - ポスター
- 劇団ブラボーカンパニー/大洗にも星はふるなり - ポスター
- アール・チナ・スミス×ファッション雑誌WOOFIN'コラボTシャツ - イラスト
- NG HEAD×ファッション雑誌WOOFIN'コラボTシャツ - イラスト
- ラガラボMUSIQ×ファッション雑誌WOOFIN'コラボTシャツ - イラスト
- 映画「エスケープ トゥ トゥモロー」 - 公式スタンプ
- ニッポン放送携帯サイト パンフレット - イメージイラスト
- ムー公式実践 超日常英会話カレンダー2019 - 書き下ろしイラスト

### 企業広告
- 太平洋セメント - 公式スタンプ
- キリン淡麗グリーンラベル - 広告 多視点まんがミドリ
- アサヒ飲料 十六茶 - 広告 THE3名様
- マクドナルド メガマック/マックカード - イラスト担当
  - マクドナルド×THE3名様 広告 メガマック編　
  - マクドナルド×THE3名様 広告 メガマック「箱」編　
  - マクドナルド×THE3名様 広告 ダブルクォーターパウンダー編
  - マクドナルド×THE3名様 広告 メガホットドッグ編

他　新メニューを話題にした『マクドナルド×THE3名様』がビッグコミックスピリッツにて不定期連載された。
- 明星食品「一平ちゃん 夜店の焼きそば 大盛り」 - 付録「3分コミック THE3名様」
  - 明星食品「一平ちゃん 夜店の焼きそば 大盛り」 - 抽選品「3分タイマー付きストラップ」
- 日本コカ・コーラ 一茶花 - 広告 GENGO
- 有馬記念×川柳フレンズ

### 関連書籍
- aiko Love Like Popツアーパンフレット - 「-少年アイコ」漫画寄稿
- スタジオジブリ刊行 熱風 - 寄稿
- ワイルドチェリーライフ 山口明著 - 寄稿
- ムービジュアル&アート集 - 写真、インタビュー記事掲載
- THE ROCKSTEADY BOOK 石井志津男著 - 寄稿
- 恐怖！心霊現象の謎 並木伸一郎著 - 寄稿
- 散歩の達人 東京喫茶 - 寄稿
- NO WAVE ジェームスチャンス（ジェームス・チャンス・アンド・ザ・コントーションズ）とポストNYパンク - 寄稿
- 映画ボブ・マーリー ルーツオブレジェンド パンフレット - 寄稿

### ウェブマガジン
- 『都市伝説まがじん 日刊マー』（2013年6月27日 - 、株式会社ミュージックエアポート）

### 別名義
- 石原一（いしはらまこと）名義で画家として活動しており[16]、ラフォーレ原宿にてライブペイントを披露。作品も販売された。

### DVD
- 『THE3名様』実写版DVD シリーズ 全14巻（出演：佐藤隆太、岡田義徳、塚本高史、監督・脚本：福田雄一）

### 映画
- 『SOUL TRAIN』（2007年1月26日、監督・脚本：三浦大輔）
  - 長編小説「ソウルトレイン」を映画化、後に実写OV化した青春コメディ。出演：勝地涼、掟ポルシェ、黄川田将也、高橋真唯

### テレビドラマ
- 一杯いきますか!!（2008年、テレビ大阪・テレビ東京系列）
  - テレビ放送終了後DVD化された。出演：平泉成、板尾創路、矢作兼、監督：マッコイ斎藤

### 携帯ゲーム
- THE3名様のミルク積みゲーム - ビッグコミックスピリッツ創刊30周年記念プロジェクトとして配信された。

### iPhoneアプリ
- 『JAH3名様〜レゲエサンプラー〜』（©2012 tolemo. / ©2012 MUSIC AIRPORT,INC.）
  - 石原まこちん原作の『JAH3名様』をメインキャラクターに採用したアプリケーション。『JAH3名様』の漫画がおためしで1話だけ閲覧可能（「ふんいき」の巻を収録）

### THE3名様Cafe
2012年4月から東京国際空港第一ターミナル南ウィングのMAMcafeにて開催された。

### その他
- ど人生 『生きる男』（毎日放送）[18]
- THE3名様ミラクル復刻メニュー / マイファーストビッグ 小学館
- 「THE3名様 5周年記念企画 ハワイでふぁみーってマジそん?!」Tトラベル
  - 『THE3名様』のロケ＆ファンミーティングに参加できるハワイツアー。

## 影響
石原の『THE3名様』以降、影響下にあるコンテンツは漫画、映像作品、CMに散見できる。また、福田雄一は『聖☆お兄さん』の実写化の際、THE PAGEのインタビューで以下のように回答している。
「以前僕がやっていた『THE3名様』の笑いができるかなと。いわゆるあの手のぬるっとした笑いをしばらくやっていなかったので」
。
同じく福田雄一はニーチェ先生〜コンビニに、さとり世代の新人が舞い降りた〜のドラマ化の際は映画comの記事で以下のようにコメントを寄せている。
奇しくも、監督デビュー作となった「THE3名様」は深夜のファミレスを舞台にしており、今回オファーを受け「神様に『お前、原点に戻って、笑いを1から考え直せ』と言われた気がしました。今度もコンビニを一歩も出ることなく、どうにもならない人間たちの笑いを考えてみようと思います。」
。
『女子高生の無駄づかい』の作者ビーノはドラマ化の際、インタビューで実写版『THE3名様』のファンであると回答している。
――ドラマ化にあたって要望などは出されましたか？
全くしなかったです。私『THE3名様』の実写が好きなんです。あの作品ってもちろん台本があると思うんですけれど、キャストたちが笑ってるシーンは本当に笑ってるところを採用してる空気感があるんですよ。
そういうのも含めて面白いから、『女子無駄』でもプッて笑っちゃったシーンとかが映っても面白いんじゃないかなとは思っていました。
。
ダ・ヴィンチニュース
「『セトウツミ』マンガ的“ノーム・コア”？ 日常系を超える究極の普通マンガ！」の記事でセトウツミを「THE3名様の血筋です」と形容している。
なんともない会話から立ち上る妙なおかしさは、シュールな笑いとよく似ているものの、少し違います。全然シュール（超現実）ではなく、むしろ非シュール。リアルな追体験にも似たそのフツーさは、『THE3名様』の血筋です。
。
『テレビブロス』2020年12月号 中川翔子×劇画狼「あの子は漫画ばかり読んでいる」対談記事で『1日外出録ハンチョウ』（協力：福本伸行）を「カイジ版のTHE3名様みたいな作品」と表現している。
美味しいものを前にどうでもいい話をし続ける『カイジ』版の『THE3名様』みたいな作品になってる。
。

## 出演

### テレビ出演
- サンデージャポン（2005年、TBS系列）
- 竹山先生?（2006年10月7日、テレビ東京）
- マンガノゲンバ（2007年6月12日、NHK衛星第2テレビジョン）
- モテケン（2007年10月15日、テレビ東京）
- 日本の、これから（2010年5月6日、NHK総合テレビジョン）
- グレートコネクション（2018年4月、日本テレビ）
- マツコの知らない世界（2019年8月13日、TBS） - 『月刊ムー』の愛読者（ムー民）として本名で出演
- ひかくてきファンです!（2020年6月17日、テレビ朝日）
- NHK WORLD imagine-nation
- 一杯いきますか!!（2008年、テレビ大阪） - 石原まこちん（本人） 役
- 漫道コバヤシ（2024年6月24日、フジテレビONE）

### ラジオ出演
- 渡部建のPLATOn（2008年、J-WAVE）
- ジェーン・スーのORDINARY FRIDAY〜つまりシケた金曜日〜（2015年2月27日、ソラトニワ原宿）
- サンドウィッチマンの週刊ラジオジャンプ（2018年9月29日、TBSラジオ）

### ビデオ / DVD
- 『【THE3名様スピンオフ】人生のピンチを救うパフェおやじの7つの名言』（2008年） - 石原まこちん役
  - 『THE3名様』の実写版のみのキャラであるパフェおやじを主人公にしたスピンオフ作品（ふとし、まっつん、ミッキーは登場しない）。ファミレスで『THE3名様』のネームを考え中の漫画家として出演

### 映画
- SOUL TRAIN（2006年、アミューズソフトエンタテインメント） - 石原まこちん（本人） 役

### 声の出演
- 『JAH3名様〜レゲエサンプラー〜』（2012年） - ホッカ、イナチョ役
  - 石原まこちん原作の『JAH3名様』をメインキャラクターに採用したアプリケーション。「あそぼう」画面で各キャラクターの音声が聞けるが、ホッカとイナチョの声優を石原まこちん本人が演じている。

### ホールでのイベント
- 関暁夫とのトークライブ（2014年12月29日、Billboard LIVE TOKYO）
- THE3名様2周年、そめでとう！小祭（2007年7月28日 - 8月3日、東京都写真美術館）
- THE3名様 夏はやっぱり祭っしょ!!（アクアパーク品川のステラボール）

### イベント
- キン肉マンスペシャルスピンオフ THE超人様（2021年4月1日 - 29日、kin29shop大阪店）

## アシスタント
- 蛸山めがね